# HD 63765 b
HD 63765 b o HIP 38041 b és un planeta extrasolar que orbita l'estrella de tipus G de la seqüència principal HD 63765, situada a aproximadament 106 anys llum en la constel·lació de la Quilla. Aquest planeta té almenys set desens de la massa de Júpiter i necessita 356 dies per a orbitar l'estrella a un semieix major de 0,95 ua. Aquest planeta va ser detectat pel HARPS el 19 d'octubre del 2009, juntament amb altres 29 planetes.
Coordenades:  07h 47m 49,7185s; −54° 15′ 50,921″
1. 1 2  Afirmat a: Enciclopèdia Extrasolar Planets. Llengua del terme, de l'obra o del nom: anglès.
2. 1 2 3  Stéphane Udry «The HARPS search for southern extra-solar planets. XXIX. Four new planets in orbit around the moderately active dwarfs HD 63765, HD 104067, HD 125595, and HIP 70849» (en anglès). Astronomy and Astrophysics, 11-2011, pàg. A54. DOI: 10.1051/0004-6361/200913580.
3. ↑  Stéphane Udry «The HARPS search for southern extra-solar planets. XXIX. Four new planets in orbit around the moderately active dwarfs HD 63765, HD 104067, HD 125595, and HIP 70849» (en anglès). Astronomy and Astrophysics, 11-2011, pàg. A54. DOI: 10.1051/0004-6361/200913580.
4. ↑  Keivan Stassun «Accurate Empirical Radii and Masses of Planets and Their Host Stars with Gaia Parallaxes» (en anglès). Astronomical Journal, 3, 03-03-2017, pàg. 136. DOI: 10.3847/1538-3881/AA5DF3.
5. 1 2 3 4 5  Afirmat a: Gaia Data Release 2. Llengua del terme, de l'obra o del nom: anglès. Data de publicació: 25 abril 2018.